# Ignác Wohlhaubter
Ignác Wohlhaubter (někdy též jako Wohlhaupter; * ve Znojmě, † 28. srpna 1694, Mikulov) byl německo-rakouský a moravský duchovní římskokatolická církve.

## Život
Narodil ve Znojmě do rodiny původem augsburského malíře Johanna Wohlhaubtera, krátce poté se však rodina usadila v Brně, kde byli činní i Ignácovi blízcí příbuzní.
Roku 1662 se Wohlhaubter stal kanovníkem mikulovské kapituly, v roce 1676 však na tuto funkci rezignoval. Následně působil jako rektor kostela P. Marie ve Vídni (Unsere Liebe Frau auf Stiegen), ale již v roce 1678 byl jmenován farářem kostela sv. Jakuba v Brně. Roku 1687 na místo svatojakubského faráře rezignoval, neboť byl zvolen proboštem mikulovské kapituly, jímž byl až do své smrti dne 28. srpna 1694. 
Je autorem díla o mikulovské Loretě.

## Dílo
- Wohlhaupter Ignaz, Miracul Oder Wunderzeichen : Welche Gott der Allmächtige, durch Vorbitt seiner seeligsten Mutter vnd Jungfrawen Mariae, Vermittels dero Wunderthätigen Bildnuß, welche in dem Lauretanischen Hauß in der Fürstlichen Dietrichsteinischen Residentz=Statt Nicolspurg mit gröstem Zulauff deß Volcks verehret wird, gewürcket / Beschrieben von Dem Wohl=Ehrwürdigen vnd Hochgelehrten Herrn Ignatio Wohlhaubter, Der löblichen Collegiat-Kirchen S. Wenceslai zu Nicolspurg Canonico, vnd Lauretanischen Poenitentiario, jetzt zu Wienn bey vnser Lieben Frawen auff der Stiegen Rectore, Wien, Johann Jacob Kürner 1674.